# 28 Batalion Celny
28 Batalion Celny – jednostka organizacyjna formacji granicznych II Rzeczypospolitej rozmieszczony na granicy polsko-łotewskiej.

## Formowanie i zmiany organizacyjne
Na podstawie rozkazu Ministra Spraw Wojskowych L.7300/Mob. z dnia 9 czerwca 1921 w miejsce batalionów etapowych utworzone zostały bataliony celne. 28 batalion celny powstał w granicach 2 Armii, a zorganizowano go na bazie II/III batalionu etapowego. Etat batalionu wynosił 14 oficerów i 600 szeregowych. Podlegał Ministerstwu Spraw Wewnętrznych.
Mimo że batalion był w całym tego słowa znaczeniu oddziałem wojskowym, nie wchodził on w skład pokojowego etatu armii. Uniemożliwiało to uzupełnianie z normalnego poboru rekruta. Ministerstwo Spraw Wojskowych zarówno przy ich formowaniu, jak i uzupełnianiu przydzielało mu często żołnierzy podlegających zwolnieniu, oficerów rezerwy oraz szeregowców i oficerów zakwalifikowanych przez dowództwa okręgów generalnych jako nie nadających się do dalszej służby wojskowej.
W listopadzie 1921 Ministerstwo Spraw Wewnętrznych postanowiło powołać brygady celne. 28 batalion celny znalazł się w strukturze 8 Brygady Celnej.
Wykonując postanowienia uchwały Rady Ministrów z 23 maja 1922, Minister Spraw Wewnętrznych rozkazem z 9 listopada 1922 zmienił nazwę „Baony Celne” na „Straż Graniczna”. Wprowadził jednocześnie w formacji nową organizację wewnętrzną. 28 batalion celny przemianowany został na 28 batalion Straży Granicznej.

## Służba celna
Batalion obsadzał cały odcinek granicy polsko-łotewskiej. Odcinek batalionowy podzielony był na cztery pododcinki, które obsadzały kompanie wystawiające posterunki i patrole. Posterunki wystawiano wzdłuż linii granicznej w taki sposób, by mogły się nawzajem widzieć w dzień. W tym zakresie batalion współpracował z posterunkami i patrolami Policji Państwowej. Współpraca polegała na tym, że te pierwsze wystawiały wzdłuż linii granicznej stale posterunki i patrole, natomiast policja tworzyła je w głębi strefy, poza linią graniczną. W zakresie ochrony granicy batalion podlegał staroście.
Sąsiednie bataliony
- 27 batalion celny ⇔ WP – IX 1921
- 27 batalion celny ⇔ WP ⇔ 41 batalion celny – XII 1921[11]

## Kadra batalionu
Dowódcy batalionu
| stopień | imię i nazwisko     | okres pełnienia służby | kolejne stanowisko |
| ------- | ------------------- | ---------------------- | ------------------ |
| kpt.    | Franciszek Jasiński | X 1921 – VIII 1922     |                    |
| płk     | Władysław Morawski  | VIII – IX 1922         |                    |

## Struktura organizacyjna
| Ordre de Bataille 28 batalionu celnego w Słobódce na dzień 1 czerwca 1921   | Ordre de Bataille 28 batalionu celnego w Słobódce na dzień 1 czerwca 1921 | Ordre de Bataille 28 batalionu celnego w Słobódce na dzień 1 czerwca 1921 | Ordre de Bataille 28 batalionu celnego w Słobódce na dzień 1 czerwca 1921 | Ordre de Bataille 28 batalionu celnego w Słobódce na dzień 1 czerwca 1921 |
| kompania                                                                    | 1. Rozki                                                                  | 2. Druja                                                                  | 3. Karasino                                                               | oddział km                                                                |
| --------------------------------------------------------------------------- | ------------------------------------------------------------------------- | ------------------------------------------------------------------------- | ------------------------------------------------------------------------- | ------------------------------------------------------------------------- |
| dowódcy                                                                     | por. Jan Czernia                                                          | por. Franciszek Kogut                                                     | por. Kazimierz Wierzejski                                                 | por. Michał Dobrzański                                                    |
| warta                                                                       | nr 13 Domaryszki V                                                        | nr 1 Wjaty                                                                | nr 27 Jauryszki                                                           |                                                                           |
| warta                                                                       | nr 14 Domaryszki I                                                        | nr 2 Jermoły                                                              | nr 28 Krywosiele                                                          |                                                                           |
| warta                                                                       | nr 15 Zaplusy                                                             | nr 3 Stajki                                                               | nr 29 Nikołajuńce                                                         |                                                                           |
| warta                                                                       | nr 16 Plussy                                                              | nr 4 Druja                                                                | nr 30 Anisimowicze                                                        |                                                                           |
| warta                                                                       | nr 17 Świlemieszcze                                                       | nr 5 Stefanowo                                                            | nr 31 Skorobogata                                                         |                                                                           |
| warta                                                                       | nr 18 Karadelle                                                           | nr 6 Szafranowo                                                           | nr 32 Gemza                                                               |                                                                           |
| warta                                                                       | nr 19 Raugiszki                                                           | nr 7 Baljuny                                                              | nr 33 Bartoliszki                                                         |                                                                           |
| warta                                                                       | nr 20 Wangiszki                                                           | nr 8 ziemianka                                                            | nr 34 Nowiki                                                              |                                                                           |
| warta                                                                       | nr 21 Bludziny                                                            | nr 9 Berzy                                                                | nr 35 Kliszaniszki                                                        |                                                                           |
| warta                                                                       | nr 22 Orzeliszki                                                          | nr 10 ziemianka                                                           | nr 36 Kimbarliszki                                                        |                                                                           |
| warta                                                                       | nr 23 Plaszkiety                                                          | nr 11 Łapiny                                                              | nr 37 Turmonty                                                            |                                                                           |
| warta                                                                       | nr 24 Ziemianka                                                           | nr 12 Szokale                                                             | nr 38 Kompocice                                                           |                                                                           |
| warta                                                                       | nr 25 Bielany                                                             |                                                                           |                                                                           |                                                                           |
| warta                                                                       | nr 26 Annopol                                                             |                                                                           |                                                                           |                                                                           |
| warta                                                                       | Urbany                                                                    |                                                                           |                                                                           |                                                                           |
| Ordre de Bataille 28 batalionu celnego w Słobódce na dzień 25 września 1922 |                                                                           |                                                                           |                                                                           |                                                                           |
| kompania                                                                    | 1. Kruki                                                                  | 2. Izemelo                                                                | 3. Stankiewicze                                                           | 4. Gawryłowo                                                              |
| dowódcy                                                                     | por. Ksawery Szymanowski                                                  | por. Franciszek Kogut                                                     | por. Józef Truszkowski                                                    | por. Stanisław Jaszczakiewicz                                             |
| warta                                                                       | nr 10 Raugiszki                                                           | nr 1a Ziemianka                                                           | nr 19 Nikołojwice                                                         | kompania na ćwiczeniach                                                   |
| warta                                                                       | nr 11 Wanagiszki                                                          | nr 1 Berzy                                                                | nr 20 Anisinwicze                                                         | kompania na ćwiczeniach                                                   |
| warta                                                                       | nr 12 Bludziny                                                            | nr 2 Ziemianka                                                            | nr 21 Skorobogata                                                         | kompania na ćwiczeniach                                                   |
| warta                                                                       | nr 13 Ozeliszki                                                           | nr 3 Żapiny                                                               | nr 22 Giemza                                                              | kompania na ćwiczeniach                                                   |
| warta                                                                       | nr 14 Plaszkiety                                                          | nr 4 Szokale                                                              | nr 23 Balciszki                                                           | kompania na ćwiczeniach                                                   |
| warta                                                                       | nr 15 Bielany                                                             | nr 5 Domaryszki I                                                         | nr 24 Nowiki                                                              | kompania na ćwiczeniach                                                   |
| warta                                                                       | nr 16 Gzibeliszki                                                         | nr 6 Domaryszki II                                                        | nr 25 Kliszaniszki                                                        | kompania na ćwiczeniach                                                   |
| warta                                                                       | nr 17 Janryszki                                                           | nr 7 Żaplusy                                                              | nr 26 Kimbarciszki                                                        | kompania na ćwiczeniach                                                   |
| warta                                                                       | nr 18 Krywosiele                                                          | nr 8 Swilemieszcze                                                        | nr 27 Turmonty                                                            | kompania na ćwiczeniach                                                   |
| warta                                                                       |                                                                           | nr 9 Karadelle                                                            | nr 28 Kompocie                                                            | kompania na ćwiczeniach                                                   |